# 三丹县
三丹县是柬埔寨磅同省下辖的一个县。柬埔寨华人称其为逊当县。
据1998年人口普查，此县共有38,574人。